# Sommer-Paralympics 2004/Leichtathletik/1500 m
Die Ergebnisliste der 1500-Meter-Läufe bei den Sommer-Paralympics 2004 in Athen

## Männer

### T11
| Platz | Land | Athlet              |
| ----- | ---- | ------------------- |
| 1     | MAR  | Mustapha El Aouzari |
| 2     | CAN  | Jason Dunkerley     |
| 3     | ALG  | Omar Benchiheb      |

### T13
| Platz | Land | Athlet           |
| ----- | ---- | ---------------- |
| 1     | TUN  | Maher Bouallegue |
| 2     | BRA  | Odair Santos     |
| 3     | KEN  | Emanuel Asinikal |

### T36
| Platz | Land | Athlet          |
| ----- | ---- | --------------- |
| 1     | RUS  | Artem Arefyev   |
| 2     | ESP  | Jose M. Pampano |
| 3     | CHN  | Cheng En He     |

### T37
| Platz | Land | Athlet          |
| ----- | ---- | --------------- |
| 1     | TUN  | Mohamed Charmi  |
| 2     | UKR  | Oleksandr Driha |
| 3     | ALG  | Khaled Hanani   |

### T46
| Platz | Land | Athlet           |
| ----- | ---- | ---------------- |
| 1     | ALG  | Samir Nouioua    |
| 2     | MAR  | Abdelghani Gtaib |
| 3     | ALG  | Mohamed Aissaoui |

### T52
| Platz | Land | Athlet               |
| ----- | ---- | -------------------- |
| 1     | AUT  | Thomas Geierspichler |
| 2     | ESP  | Santiago Sanz        |
| 3     | JPN  | Toshihiro Takada     |

### T54
| Platz | Land | Athlet        |
| ----- | ---- | ------------- |
| 1     | MEX  | Saúl Mendoza  |
| 2     | RSA  | Ernst van Dyk |
| 3     | SUI  | Marcel Hug    |

## Frauen

### T12
| Platz | Land | Athlet           |
| ----- | ---- | ---------------- |
| 1     | RUS  | Elena Pautova    |
| 2     | KEN  | Julia Longorkaye |
| 3     | RUS  | Rima Batalova    |

### T54
| Platz | Land | Athlet             |
| ----- | ---- | ------------------ |
| 1     | CAN  | Chantal Petitclerc |
| 2     | SUI  | Edith Hunkeler     |
| 3     | CAN  | Diane Roy          |